# Кельменці (роз'їзд)
Кельменці — передаточний залізничний роз'їзд Івано-Франківської дирекції Львівської залізниці.
Розташований у смт Кельменці на лінії Гречани — Ларга між станціями Кам'янець-Подільський (37 км) та Ларга (3 км).